# Andrzej Goskowicz
Andrzej Goskowicz herbu Szeliga (ur. ?, zm. 1491) – polski duchowny rzymskokatolicki, biskup wileński w latach 1481–1491, członek rady hospodarskiej Wielkiego Księstwa Litewskiego w latach 1482–1483,  kanonik i archidiakon wileński.

## Biografia
Syn Piotra Goskowicza z Wilna. Historycy nie są zgodni co do jego pochodzenia. Wymieniane jest głównie pochodzenie mieszczańskie, jednak jako argument na przynależność do stanu szlacheckiego, niektórzy badacze wskazują posiadanie herbu.
Uzyskał doktorat obojga praw na Akademii Krakowskiej. Był kanonikiem i archidiakonem wileńskim.
27 sierpnia 1481 papież Sykstus IV prekonizował go biskupem wileńskim. Brak informacji kiedy i od kogo przyjął sakrę biskupią. Urząd biskupa pełnił do śmierci w 1491. Przewodniczył uroczystościom pogrzebowym Kazimierza, późniejszego świętego, które miały miejsce w katedrze wileńskiej.